# Рівненський провулок (Житомир)
Рівненський прову́лок — провулок у Богунському районі Житомира. Топонім напрямкового походження, має назву від міста Рівне.

## Розташування
З'єднує вулиці Героїв Пожежників та Західну в напрямку на південний захід, паралельно до провулків Корецького, Острозького та Святого Йоана Павла II.
Довжина провулка — 250 метрів.

## Історія
До 19 лютого 2016 року називався 1-й провулок Фурманова. Відповідно до розпорядження Житомирського міського голови від 19 лютого 2016 року № 112 «Про перейменування топонімічних об'єктів та демонтаж пам'ятних знаків у м. Житомирі», перейменований на Рівненський провулок.

## Транспорт
- Автобус № 5, 30, 58 — зупинка «вулиця Святого Йоана Павла ІІ» на вулиці Героїв Пожежників.